# Problem Management
Problem Management (řízení problémů) je jedním z postupů řízení IT služeb podle ITIL a dalších standardů, jako jsou např. ISO/IEC 15504.
Řízení problémů se používá ke zkoumání neznámých příčin skutečných a potenciálních incidentů v rámci IT služeb a ke správě jejich řešení. Na rozdíl od Incident Managementu funguje Problem Management jak reaktivně, tak proaktivně. Klíčovým cílem je „trvalé řešení problémů“.
Problem Managment analyzuje incidenty, které se již vyskytly, a používá je k identifikaci problémů, které by měly být prozkoumány podrobněji. Příčiny jsou analyzovány a jsou vypracována opatření k jejich prevenci nebo odstranění. Výsledkem této analýzy je buď známá chyba (tj. nyní známá příčina poruchy) nebo náhradní řešení (workaround).
Řešení vyvinutá ve Problem Managementu lze zpřístupnit Incident Managmentu, aby bylo možné rychle obnovit postiženou službu IT v případě identických výpadků v budoucnu.
Řešení známých chyb lze předat do Change Managementu jako požadavek na změnu.